# هايمباخ
هايمباخ (بالألمانية: Heimbach) هي بلدة ألمانية تقع في ألمانيا في دورن.  يقدر عدد سكانها بـ 4,617 نسمة .